# Misumi Ike
Misumi Ike är en sjö i Antarktis. Den ligger i Östantarktis. Norge gör anspråk på området. Misumi Ike ligger 2 meter över havet. Arean är 1,2 kvadratkilometer. Den ligger vid sjöarna  Oyako Ike Naga Ike Kikuno Ike Kuwai Ike Hotoke Ike Nyorai Ike och Hyotan Ike. Den sträcker sig 2,7 kilometer i nord-sydlig riktning, och 3,0 kilometer i öst-västlig riktning.
I övrigt finns följande vid Misumi Ike:
- Hotoke Ike (en sjö)
- Hyotan Ike (en sjö)
- Kikuno Ike (en sjö)
- Kizahasi Hama (en strand)
- Kuwai Ike (en sjö)
- Mago Ike (en sjö)
- Naga Ike (en sjö)
- Nyorai Ike (en sjö)
- Oyako Ike (en sjö)
- Suribati Yama (en kulle)